# Gynacantha ereagris
Gynacantha ereagris là loài chuồn chuồn trong họ Aeshnidae. Loài này được Gundlach mô tả khoa học đầu tiên năm 1888.